# Michail Muraško
Michail Al'bertovič Muraško (in russo Михаил Альбертович Мурашко?; Sverdlovsk, 9 gennaio 1967) è un medico e politico russo, ministro della salute della Federazione Russa dal 21 gennaio 2020.

## Biografia
Nato a Sverdlovsk (oggi Ekaterinburg), si laureò in una scuola cittadina con uno studio approfondito di fisica, matematica e chimica. Dal 1986 al 1988 prestò servizio nelle truppe interne del Ministero degli affari interni dell'URSS (in russo Внутренние войска МВД СССР?). Nel 1992, si laureò presso l'Università Medica Statale degli Urali (in russo Уральский государственный медицинский университет?), dopo di che fino al 1996 lavorò come medico interno e ostetrico-ginecologo presso l'Ospedale Repubblicano della Repubblica dei Komi a Syktyvkar. Nel 1996 fu successivamente nominato vicedirettore per i lavori di consulenza e diagnostica, e poi capo medico del Centro Perinatale Repubblicano dei Komi. 
Difese la sua tesi sul tema "Caratteristiche del corso e risultati del parto nelle donne con alcuni tipi di infezione urogenitale". Dal 1996 al 1999 fu capo medico dell'Associazione Medica Repubblicana. Dal 2000 al 2006 lavorò come medico principale del Centro Perinatale Repubblicano. Nel 2006 passò al servizio civile, assumendo l'incarico di Ministro della Salute della Repubblica dei Komi. Parallelamente a questo, nel 2011 e 2012 diresse il Dipartimento di Ostetricia e Ginecologia della Filiale repubblicana dell'Università statale medica di Kirov (in russo Кировский государственный медицинский университет?) del Ministero della sanità e dello sviluppo sociale della Russia, con sede a Syktyvkar. 
Nel 2012 fu nominato vicedirettore del Servizio federale di supervisione dell'assistenza sanitaria (Roszdravnadzor). Dal 2013 ricopre temporaneamente la carica di capo del dipartimento e dal 14 luglio 2015 dirige ufficialmente Roszdravnadzor. Sotto la sua guida, Roszdravnadzor creò un moderno servizio per il controllo statale sulla qualità dei medicinali, uno dei sistemi avanzati per monitorare la circolazione dei dispositivi medici e monitorare la qualità e la sicurezza delle cure mediche per la popolazione. Il Servizio federale per la supervisione dell'assistenza sanitaria raggiunse un livello internazionale elevato, i suoi dipendenti sono a capo di strutture di esperti di organizzazioni internazionali presso l'Organizzazione mondiale della sanità e il Consiglio d'Europa.
Il 21 gennaio è stato nominato con un decreto presidenziale firmato dal presidente Vladimir Putin come Ministro della Salute della Federazione Russa nel Governo Mišustin I.